# Rosy & Andres
Rosy & Andres was een Nederlands zangduo bestaande uit Rosy Pereira en Dries Holten.
Holten vormde van 1966 tot 1975 met Sandra Reemer het duo Sandra & Andres. In 1975 verbrak hij de samenwerking met Reemer en vormde hij met Pereira een nieuw duo. Tussen 1975 en 1977 hadden ze enkele bescheiden hits. Ze brachten ook enkele singles in Duitsland uit. Op het Nationaal Songfestival 1976 behaalden ze een vierde plaats met het nummer I Was Born to Love. Rosy en Andres gingen in 1977 uit elkaar.
In 2020 overleed Andres, Rosy was in dit jaar te zien in de finale van The Voice Senior.

## Singles
| Single met eventuele hitnotering(en) in de Nederlandse Top 40 | Datum van verschijnen | Datum van binnenkomst | Hoogste positie | Aantal weken | Opmerkingen |
| ------------------------------------------------------------- | --------------------- | --------------------- | --------------- | ------------ | --- |
| Sausolito / Dance dance                                       |                       | 29-11-1975            | 6               | 8            | #7 in de Nationale Hitparade/ In Duitsland verschenen als Sausalito / Tanz, tanz, tanz / Sausolito was Alarmschijf |
| I was born to love / Why don't you phone me                   |                       | 3-4-1976              | 29              | 3            | #19 in de Nationale Hitparade                                                                                      |
| My love / I wanna be your baby                                |                       | 4-9-1976              | 3               | 11           | #5 in de Nationale Hitparade In Duitsland verschenen als My love / Vielleicht noch fünf Minuten                    |
| I believe in you / Walt Disney's wonderworld                  |                       | 14-5-1977             | 26              | 5            | #26 in de Nationale Hitparade                                                                                      |
| Save me / Kiss me on the phone                                |                       | 15-10-1977            | tip             |              | |
| I'd rather be sorry / Sing me another lovesong                |                       |                       |                 |              | |